# Pinkamindszent
Pinkamindszent (Duits: Allerheiligen an der Pinka) is een plaats (község) en gemeente in het Hongaarse comitaat Vas. Pinkamindszent telt 147 inwoners (2001).